# Clustertruck
Clustertruck je plošinovka vyvinutá nezávislým švédským studiem Landfall Games a vydaná společností tinyBuild. Byla vydána pro Microsoft Windows, macOS, Linux, PlayStation 4 a Xbox One 27. září 2016. Pro Nintendo Switch hra vyšla 15. března 2018.

## Hratelnost
Ve hře Clustertruck hráč ovládá postavu z pohledu první osoby. Jejím úkolem je naskočit na pohybující se řadu kamionů a vyhýbat se překážkám, hromadám kamionů a haváriím. Hráč se nemůže dotknout ničeho jiného než kamionů, jinak se mu nepodaří dosáhnout cíle, který je na konci úrovně.
V každé úrovni je hráč bodován podle toho, jak rychle dosáhne cílové čáry, podle počtu stylových bodů na základě různých triků, jako je například seskok z kamionu, který je právě ve vzduchu. Za nasbírané body si hráč může zakoupit jednu z několika schopností, například dvojitý skok nebo rychlé zvýšení rychlosti, které pak může využít buď k úspěšnému projití obtížnějších úrovní, nebo ke zlepšení svého času a skóre v těch předchozích.

## Vývoj
Vývoj hry Clustertruck začal v září 2015, poté, co byl dokončen vývoj předchozí hry Square Brawl od Landfall Games. Hra byla oficiálně odhalena 16. prosince 2015, kdy byl představen trailer a datum vydání bylo stanoveno na duben 2016. Na veletrhu PAX South 2016 bylo oznámeno, že Landfall Games podepsali smlouvu s vydavatelstvím tinyBuild. Tato dohoda vedla vývojáře k posunutí data vydání na třetí čtvrtletí roku 2016, přičemž generální ředitel Landfall Games Wilhem Nylund uvedl, že „původně bylo zamýšleno, že hra bude malým projektem s krátkým vývojem“, ale změnil názor a zvažuje, že hru ještě více odloží, protože „získává stále větší přitažlivost“. Jako aprílový žert vydala společnost Landfall bezplatnou demoverzi hry Clustertruck nazvanou Supertruck, která obsahovala vizuální styl a mechaniku nedávno vydaného Superhotu, v němž se vnitřní hodiny ve hře pohybují vpřed, když se postava (hráč) pohybuje.
Společnost Landfall vydala náhledové kopie hry různým streamerům na YouTube a Twitchi, aby pomohla titul propagovat. Hra byla vydána 27. září 2016.